# Eburodacrys tuberosa
Eburodacrys tuberosa là một loài bọ cánh cứng trong họ Cerambycidae.